# Calumma guibei
Calumma guibei (Hillenius, 1959) è un piccolo sauro della famiglia Chamaeleonidae, endemico del Madagascar.

L'epiteto specifico è un omaggio all'erpetologo francese Jean Marius René Guibé (1910–1999).

## Distribuzione e habitat
L'areale di questa specie è ristretto al massiccio dello Tsaratanana, nel Madagascar nord-occidentale, ad altitudini comprese tra 1000 e 2250 m s.l.m..

## Conservazione
La IUCN Red List classifica C. guibei come specie prossima alla minaccia (Near Threatened).
La specie è inserita nella Appendice II della Convention on International Trade of Endangered Species (CITES).